# Università di Exeter
L'Università di Exeter (in inglese: University of Exeter o Exeter University) è un'università del Regno Unito. È situata nell'antica città di Exeter, Devon, nel sud-ovest dell'Inghilterra. 

## Storia
Fondata nel 1922 come "University College of the South West of England", ha ricevuto la Carta Reale nel 1955. È l'unica università nella città di Exeter, e consiste di due campus nella città (Streatham e St. Luke's) e uno in Cornovaglia (Penryn); il campus più grande si trova a Streatham, molto vicino al centro della città, ed è il più bello del Regno Unito con i suoi terreni e giardini. Quella di Exeter è una delle tre università presenti nel Devon: le altre due sono l'Università di Plymouth e l'Università di St. Mark & St. John (Plymouth).